# Pseudantheraea pulverulenta
Pseudantheraea pulverulenta är en fjärilsart som beskrevs av Abel Dufrane 1953. Pseudantheraea pulverulenta ingår i släktet Pseudantheraea och familjen påfågelsspinnare. Inga underarter finns listade i Catalogue of Life.